# Bartholomew Woodlock
Bartholomew Woodlock (Dublino, 30 marzo 1819 – Longford, 13 dicembre 1902) è stato un vescovo cattolico e filosofo irlandese.

## Biografia
Nacque il 30 marzo 1819 a Dublino, da William Woodlock e Mary Cleary. Suo padre era un avvocato e socio di Daniel O'Connell. I suoi genitori erano di Roscrea, nella contea di Tipperary. Sua sorella Johanna sposò Sir Dominic Corrigan, un noto medico. 
Woodlock ha studiato alla Jesuit Day-School, a Dublino e al Clongowes Wood College. Successivamente, sostenuto dall'arcivescovo di Dublino e dai Gesuiti, entrò nel seminario Sant'Apollinare di Roma, vincendo premi in teologia e filosofia durante i suoi studi. All'età di 22 anni ottenne il grado di Dottore in teologia e insegnò all'All Hallows College di Drumcondra a Dublino, nel 1843, che era stato appena fondato da padre John Hand, dopo averlo incontrato a Roma. Fu professore di teologia dogmatica fino al 1854, quando fu nominato presidente del Collegio. È stato anche vicerettore e vicepresidente del Collegio, nonché sacerdote nella diocesi di Dublino. La cognata di Woodlock, la filantropa Ellen Woodlock, contribuì a fondare quello che divenne il Temple Street Children's University Hospital. Fu anche l'unica donna a contribuire alle riunioni del comitato ristretto della Camera dei Comuni sull'assistenza ai poveri irlandesi.
Nel 1844 contribuì a fondare il primo ramo della Società di San Vincenzo de' Paoli in Irlanda, presiedendo la prima riunione il 14 dicembre 1844. Fu nominato direttore spirituale dell'organizzazione e vi rimase attivo fino alla sua nomina a vescovo. Insieme all'architetto J.J. McCarthy e William Nugent aiutò a fondare la Irish Ecclesiological Society nel 1849.
Nel 1861, Woodlock fu nominato rettore dell'Università Cattolica d'Irlanda, succedendo al cardinale John Henry Newman. Mantenne l'incarico fino alla nomina a vescovo. In linea con la filosofia educativa di Newman, Woodlock fondò la Catholic University School nel 1867 come scuola preparatoria per l'Università Cattolica d'Irlanda.
A Woodlock fu concesso il titolo di monsignore nel 1877 e fu consacrato vescovo di Ardagh nel 1879 nella Cappella Sistina a Roma da papa Leone XIII, co-consacranti l'arcivescovo Alessandro Sanminiatelli Zabarella e il vescovo Francesco Marinelli, O.E.S.A. Prestò servizio a Longford fino al 1895, quando si dimise per l'età avanzata e fu nominato vescovo titolare di Trapezopoli.
Morì il 13 dicembre 1902 e fu sepolto nella Cattedrale di Longford.

## Genealogia episcopale
La genealogia episcopale è:
- Cardinale Scipione Rebiba
- Cardinale Giulio Antonio Santori
- Cardinale Girolamo Bernerio, O.P.
- Arcivescovo Galeazzo Sanvitale
- Cardinale Ludovico Ludovisi
- Cardinale Luigi Caetani
- Cardinale Ulderico Carpegna
- Cardinale Paluzzo Paluzzi Altieri degli Albertoni
- Papa Benedetto XIII
- Papa Benedetto XIV
- Papa Clemente XIII
- Cardinale Marcantonio Colonna
- Cardinale Giacinto Sigismondo Gerdil, B.
- Cardinale Giulio Maria della Somaglia
- Cardinale Luigi Lambruschini, B.
- Papa Leone XIII
- Vescovo Bartholomew Woodlock